# 12184 Trevormerkley
12184 Trevormerkley eller 1975 SB2 är en asteroid i huvudbältet som upptäcktes den 30 september 1975 av den amerikanska astronomen Schelte J. Bus vid Palomar-observatoriet. Den är uppkallad efter Trevor Franklin Merkley.
Asteroiden har en diameter på ungefär 3 kilometer.